# Protarchus atrofacies
Protarchus atrofacies är en stekelart som beskrevs av Leblanc 1999. Protarchus atrofacies ingår i släktet Protarchus och familjen brokparasitsteklar. Inga underarter finns listade i Catalogue of Life.